# Campeonato da Hungria de Ciclismo em Estrada
Os Campeonatos da Hungria de Ciclismo em Estrada organizam-se anualmente desde o ano de 1996 para determinar o campeão ciclista da Hungria de cada ano. O título outorga-se ao vencedor de uma única corrida. O vencedor obtém o direito a portar um maillot com as cores da bandeira húngara até ao Campeonato da Hungria do ano seguinte.

## Palmarés
| Ano  | Campeão           | Segundo           | Terceiro          |
| 1996 | László Bodrogi    | J. Istlstekker    | Csaba Steig       |
| 1997 | J. Istlstekker    | D. Sipocz         | László Bodrogi    |
| 1998 | Csaba Szekeres    | László Bodrogi    | David Arato       |
| 1999 | Gabor Arany       | Csaba Steig       | David Arato       |
| 2000 | László Bodrogi    | Peter Legradi     | Tamas Vilmaniy    |
| 2001 | Csaba Steig       | Csaba Szekeres    | Aurel Vig         |
| 2002 | Balazs Rohtmer    | Laszlo Garamszegi | David Arato       |
| 2003 | Gabor Arany       | Laszlo Garamszegi | Tamas Lengyel     |
| 2004 | Aurel Vig         | Laszlo Garamszegi | Attila Arvai      |
| 2005 | Laszlo Garamszegi | Gabor Arany       | Barnabas Vizer    |
| 2006 | László Bodrogi    | Gergely Ivanics   | Gabor Arany       |
| 2007 | Balint Szeghalmi  | László Bodrogi    | Csaba Szekeres    |
| 2008 | Zoltan Madaras    | Peter Kusztor     | Gergely Ivanics   |
| 2009 | Istvan Cziraki    | Rida Cador        | Gabor Arany       |
| 2010 | Peter Kusztor     | Bálint Szeghalmi  | Gergely Kiss      |
| 2011 | Rida Cador        | Krisztian Lovassy | Peter Kusztor     |
| 2012 | Peter Kusztor     | Gábor Fejes       | Krisztian Lovassy |
| 2013 | Krisztian Lovassy | Žolt Der          | Péter Simon       |
| 2014 | Balász Rózsa      | Péter Kusztor     | Krisztian Lovassy |
| 2015 | Istvan Molnar     | Péter Kusztor     | Csaba Palyi       |
| 2016 | János Pelikán     | Krisztian Lovassy | Žolt Der          |
| 2017 | Krisztian Lovassy | Žolt Der          | Jozsef Hartmann   |
| 2018 | Barnabás Peák     | Márton Dina       | Ferenc Szollosi   |
| 2019 | Gergely Szarka    | Barnabás Peák     | Attila Valter     |
| 2020 | Viktor Filutás    | Daniel Dina       | Gábor Fejes       |
| 2021 | Viktor Filutás    | Zsolt Istlstekker | Gergő Orosz       |